# Жълтоклюн буревестник
Жълтоклюният буревестник (Calonectris diomedea) е вид птица от семейство Буревестникови (Procellariidae).

## Разпространение
Видът се размножава в Средиземно море на Балеарските острови (Менорка, Ибиса, Форментера, Кабрера, Конилера и Драгонера), както и във Франция, Елба, Италия, Малта и Гърция. През неразмножителния период се среща в Атлантическия океан, включително в райони край западното крайбрежие на Африка и източното крайбрежие на Бразилия, както и на гръцките острови.
Среща се и в България.